# Fleischmann Rudolf
Fleischmann Rudolf (Cheb (Éger, Csehország), 1879. november 29. – Kompolt, 1950. november 14.) mezőgazdasági szakember, növénynemesítő volt.

## Fiatalsága
A hazai korszerű növénynemesítés megalapozója, számos új növénynemesítési módszer első alkalmazója a Csehország nyugati részén fekvő Éger (Cheb) városban 1879. november 29-én született. Gyermekkorának első éveit itt, majd Bécsben töltötte. A gimnázium negyedik osztályának elvégzése után az Alsó-Ausztriában lévő Oenológiai és Pomológiai Intézetben folytatta tanulmányait, ahol 1896-ban kertész és szőlész oklevelet kapott.
Ezt követően az Adriai-tengeren lévő Brioni szigeten vállalt munkát. 1898-ban Kutjevóba, két évvel később a Szerémségbe, a Duna melletti Ilok-i (Újlak) birtokra került uradalmi segédtisztnek.

## Kukorica- és gabonanemesítése
Fleischmann Rudolf növénynemesítő munkásságának első időszaka 1906-ban kezdődött, amikor kinevezték az Újvidékről délre fekvő, több ezer hektáros Pejacsevics-féle rumai uradalom intézőjének.
1908-ban itt törzskiválasztással kezdte meg a "Prairie királynője" lófogú kukorica terméshozamának javítását. Nem sokkal később egyéves továbbképzésre a loosdorfi nemesítő telepre került, ahonnan gazdag szakmai tapasztalatokkal visszatérve folytatta a "Prairie királynője" kukorica további javítását. Munkája eredményeként 1912-től az uradalomban már az általa nemesített vetőmagot ültették, sőt a gazdaság a vetőmag értékesítésével számottevő jövedelemre is szert tett.
A következő gazdasági évben összegyűjtötte a magyarországi és délvidéki kukoricafajtákat és fajta összehasonlító kísérletben vizsgálta a terméshozamukat, beltartalmi értéküket. Ebben a kísérletsorozatban az általa nemesített rumai lófogú termése már felülmúlta a többi lófogú kukoricafajtát, sőt jó tulajdonságaival ezt az elsőbbségét több mint harminc éven át meg is tartotta.
Munkájáért az I. Országos Kukoricakiállításon aranyéremmel tüntették ki. A szakmai elismerés hatására Fleischmann kutatásait a gazdaság még nagyobb mértékben támogatta, lehetőséget kapott számos új külföldi módszer kipróbálására. A kukoricán kívül a rumai uradalomban növelte a búza és a rozs terméshozamát és minőségét is. Újabb sikereivel így már ifjú korában a legjobb nemesítők közé került.
Amikor az Országos Gazdasági Egyesület 1913-ban önálló növénynemesítő bizottságot létesített, Székács Elemér javaslatára annak tagjává választották. Ettől kezdődően a két nemesítő között szoros szakmai-baráti kapcsolat alakult ki.
Fleischmann Rudolf a rumai nemesítő telepen végzett tizenkét évi eredményes munka után Székács Elemér ösztönzésére 1918-ban elvállalta a Magyar Föld Rt.-n belül akkor alakított Vetőmagnemesítő és Értékesítő Rt. kompolti növénynemesítő anyatelepének vezetését. Ezzel nemcsak életében, de a magyar növénynemesítés történetében is jelentős korszak kezdődött.
A telepen megsokszorozódott energiával folytatta a szerémségi tájfajtákból pedigré tenyésztéssel korábban előállított "rumai 244" búzatörzs nemesítését, amelyet a terméshozam fokozása és a levélrozsda ellenállóképességének növelése céljából a rumai nemesítő telepen előzőleg a "Székács 1." búzával keresztezett. Tovább keresztezte a javított törzset az USA-ból származó "kanred" búzával és sikerült kialakítania a kiváló minőségű "F. 481." őszi búzát. A gyengébb minőségű szikes talajon is jó termést adó "sziki búza" 1939-ben részesült állami elismerésben, majd 1949-ben államilag törzskönyvezett fajta lett. Mintegy húsz esztendeig tartozott a legjobb hazai búzafajták közé, míg az utóbbi években nemesítési alapanyagként tartották számon. Fleischmann az "F. 481." búzán kívül előállította még az "MF" és az "F" viharbúza fajtát is, bár ezek szerepe a köztermesztésben kevésbé volt jelentős.
Kompolton tovább folytatta a rozsnak a rumai birtokon elindított nemesítését és a rozs megporzásának irányításával az ún. "Ohio-módszerrel" a külterjes viszonyokat jól tűrő növényt sikerült kinemesítenie. Az "F" rozs a többi rozsfajtánál korábban ért, termésátlaga ugyancsak felülmúlta a többi fajtáét. 1924-ben államilag törzskönyvezett fajta lett, és főleg a Duna-Tisza közötti gyengébb, aszályos területeken vált közkedveltté. Állami elismerésben 1941, 1943, 1947, 1951 években részesült és fajtaelismerését 1970-ig meg is tartotta.
Fleischmann nevéhez fűződik az "F" zab nemesítése is, amely az Alföld, valamint az ország északkeleti kedvezőtlen adottságú dombvidékein jó termést adott. A növény 1934-ben kapott állami elismerést, majd 1940-ben államilag törzskönyvezett fajta lett. Több mint 50 esztendeig volt köztermesztésben, ahonnan csak az 1970-es években szorult ki.
Bár a kalászosok nemesítésében jelentős sikerei voltak, legszívesebben mégis a kukorica nemesítésével foglalkozott. Ifjú korában a sokhasznú növény termésátlagának gyarapításával kezdte nemesítő munkáját, s mintegy fél évszázaddal később e kedvenc növényét kezében tartva érte a váratlan halál. Kortársait megelőzve az 1930-as években elsőként foglalkozott a növény beltenyésztéses heterózisos nemesítésével, amelynek nagyüzemi feltételei hazánkban csak az 50-es években alakultak ki.
Magyarországon először ő vezette be a családfán alapuló szelekciót, s ezzel összefüggésben 1914-től az 1950-es évekig folyamatosan vezette a kukoricatörzsek családfáit. Az általa nemesített "F lófogú" kukoricafajta 1923-ban kapott először elismerést, majd 1930-ban és 1933-ban ismét állami elismerésben részesült.
1930-ban Fleischmann az "F" kukoricát egy korábbi és egy későbbi törzsre bontotta. Közülük a későbbi érésű törzs nemesítését Mezőhegyesen folytatták. A "Sárga Lófogú" néven közismertté vált kukorica bő termésével, kiváló minőségével 1942-ben államilag törzskönyvezett fajta lett. Termesztése az 1950-es évek végéig különösen a Tiszántúl déli-délkeleti részén voltjelentős. Később az "Óvári-3" és az "Óvári-5" fajtahibridek, majd a beltenyésztéses hibridkukorica előállításánál hibridalapanyagként használták fel.
A törzsanyag másik részéből Kompolton általa nemesített "F korai sárga lófogú" kukorica 1930-ban kapott állami elismerést. Ez korai érésével elsősorban az ország csapadékban szegény, hűvösebb vidékein vált keresetté. 1949-ben keresztezési alapanyag céljából megkezdték a beltenyészet törzseinek előállítását is.

## További nemesítések
Az ipari növények közül elsősorban a kender nemesítésével foglalkozott jó eredménnyel. Elsőként vizsgálta a növény morfológiai bélyegei, a termőképesség és a rostminőség közötti összefüggéseket. Hibridizációs és fajtaelőállító célból szintén elsőként alkalmazta sikerrel a kender fotóperiódusos kezelését. Az általa kinemesített "F" kender 1936-ban részesült állami elismerésben és ugyanabban az évben a londoni rostipari kiállításon az "F" kenderből készült anyagok első díjat nyertek.
Fleischmann az 1920-as években megkezdte a len nemesítését is. Az általa nemesített "F" lent az 1930-as években a Csallóközben hasznosították. Sokoldalúságára jellemző, hogy oldhatatlan tudásszomjjal kísérelte meg szinte minden termesztett növény nemesítését. Foglalkozott a lucerna, a baltacim, a bükköny, a tarajos búzafű, az angolperje, a réti ecsetpázsit, a réti perje, a réti csenkesz és a mohar nemesítésével. Közülük a perzsa baltacim először 1941-ben, a simabükköny 1942-ben kapott állami elismerést. Érdeklődési köre a kertészeti növényekre is kiterjedt. Kinemesítette a szántóföldi művelésre is alkalmas "F" gyöngybabot, amely 1926-ban államilag elismert fajta lett. Mindezeken túlmenően még az akácfa fahozamának és minőségének javításával is megpróbálkozott.
Fleischmann három évtizedes kompolti munkássága alatt mintegy húsz növényfajt nemesített eredményesen. Ezek közül három államilag törzskönyvezett, hat államilag elismert és két növényfaj feltételesen elismert fajta lett.
Életútját végig tekintve látható, hogy ifjú nemesítőként elsősorban a terméshozamok növelését tartotta szem előtt. Később már a kísérletbe vont növények beltartalmi tulajdonságainak javítását, ellenállóképességük fokozását tartotta fontosabbnak.
Mindezeken túl évtizedeken keresztül végzett klimatológiai vizsgálatokat, melyek jelentősen hozzájárultak a kedvezőtlenebb adottságú területeken is jól termeszthető, szárazságtűrő növények kialakításához. Mintegy öt évtizedes munkássága alatt tapasztalatairól több mint háromszáz közleményben adott számot.

## Elismerése

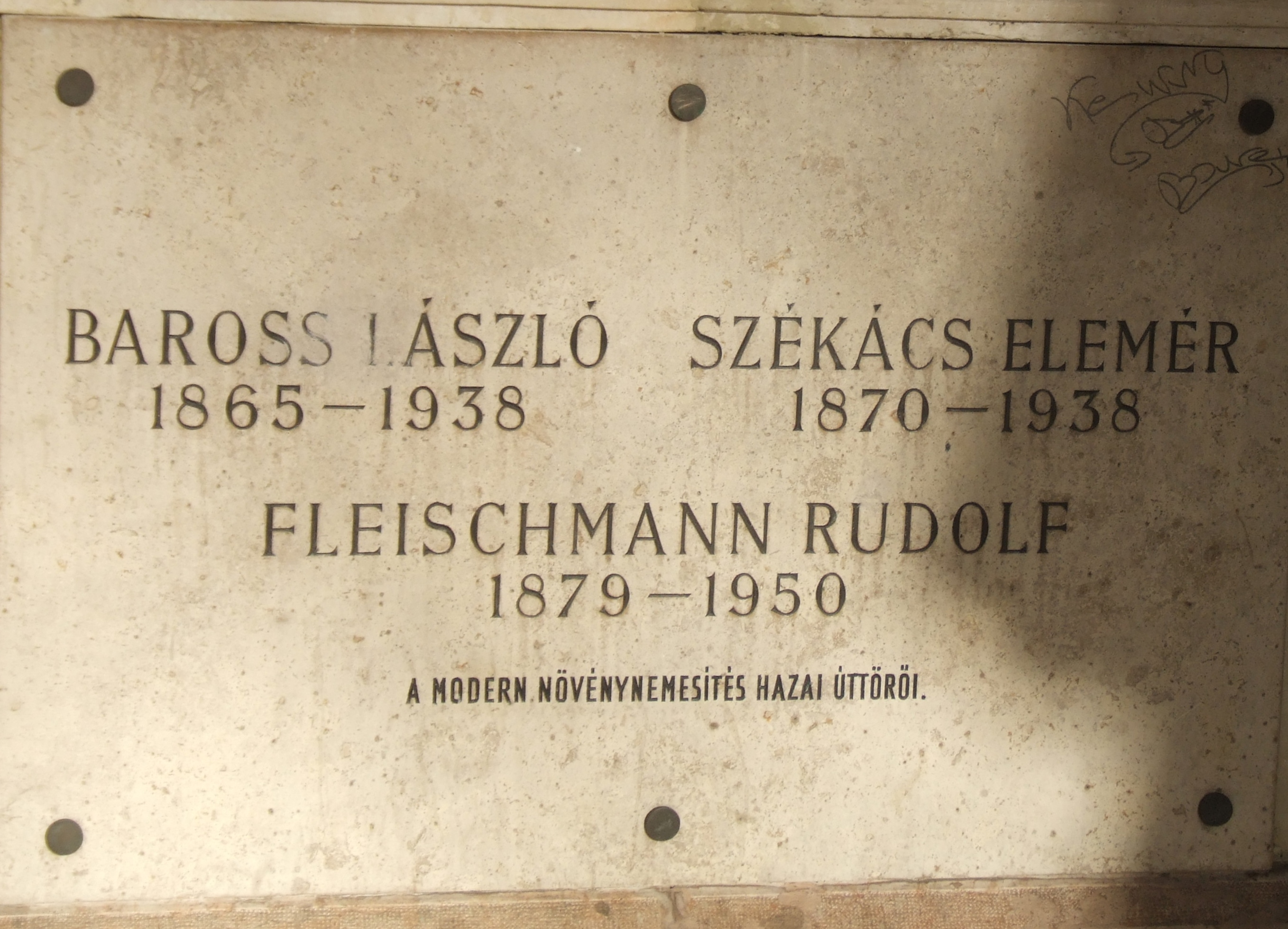
Emléktáblája
Kossuth Lajos tér 11.

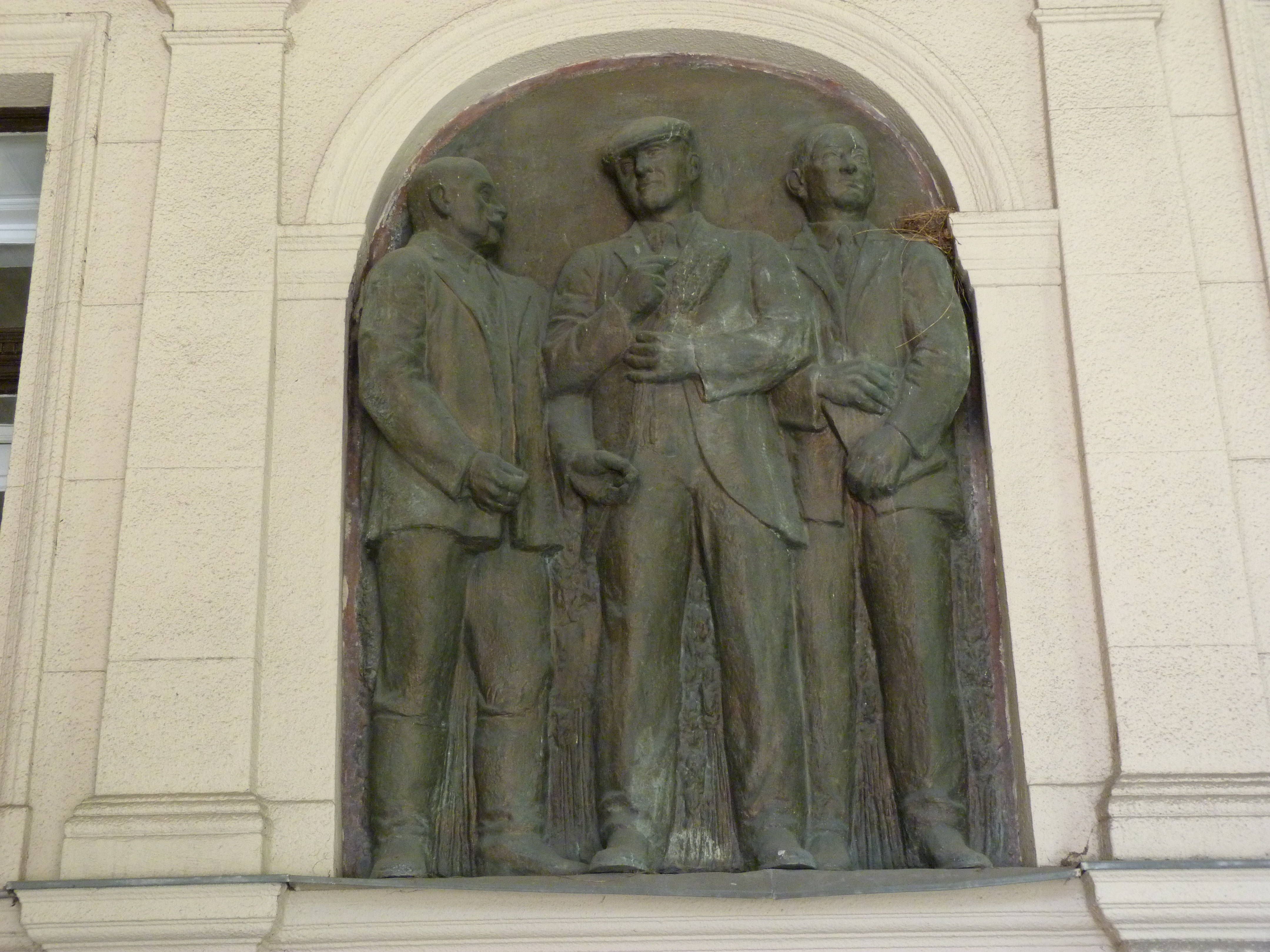
Fleischmann Rudolf és társai domborműve

Tudományos tevékenysége elismeréséül 1937-ben a bécsi Mezőgazdasági Főiskola tiszteletbeli doktorrá avatta. 1949-ben, 70 éves korában lett a Kompolti Kísérleti Gazdaság igazgatója. A szerénységéről közismert, sokoldalú tudós élete utolsó pillanatáig bámulatos szorgalommal, akaraterővel dolgozott. Nem vette tudomásul, hogy munkájához annyira nélkülözhetetlen látása egyre rohamosabb ütemben gyógyíthatatlanul romlik. Soha nem szakadt el a termeléstől, szoros kapcsolatot tartott a növénynemesítő és termesztő kortársaival, figyelte a kistermelők tapasztalatait. Ennek hasznosságát munkatársai, családja körében nem győzte hangoztatni. "Legnagyobb öröm, igazi kitüntetés számomra az, ha jönnek a dolgozó parasztok és boldogan újságolva megköszönik fajtáimmal elért eredményeiket." Halálos ágyán látását elveszítve, megbénulva is mosolygott. "Ich bin so glücklich" búcsúzott a magyar növénynemesítés kiemelkedő egyénisége, aki életében mindenkit tisztelt és önzetlenül szeretett és aki oly sok pályatársnak nagyszerű tanítója, példaképe volt. 1950. november 14-én Kompolton érte a kegyetlen halál.

## Főbb munkái
- Kukoricanemesítő eljárások a rumai uradalomban. Kt. 1913.
- A rostlen nemesítése. GL. 1923.
- A nemesített "F" bokorbab. H. 1924.
- Az "F 481" számú új nemesítésű sziki búza ismertetése. TG. 1925.
- Akácnemesítés Magyarországon. TtK. 1925.
- Bajok a lencsetermesztés körül. Kt. 1928.
- A növénynemesítés ügye Magyarországon. MgK. 1933.
- A hazai réti ecsetpázsit nemesítésénél figyelembeveendő szempontok. C. 1937.
- Szöszös- és sima bükköny. Kt. 1939.
- A kompolti növénynemesítő telep újabb munkálatai. Kt. 1940.
- A heteróziskukorica szerepe a silógazdálkodásban. MÁ. 1941.
- Fleischmann Rudolf-Bócsa Iván: Adatok a kender nemesítéséhez és az egylaki kender előállításának lehetőségéhez. At. 1951.